# Cua đỏ đảo Giáng Sinh
Cua đỏ đảo Christmas (Gecarcoidea natalis) là một loài động vật thuộc họ Cua đất (Gecarcinidae), chi Gecarcoidea. Nó là loài đặc hữu tại đảo Christmas và quần đảo Cocos (Keeling) tại Ấn Độ Dương. Mặc dù chỉ sinh sống trong một khoảng không gian nhỏ hẹp, theo ước tính hiện nay có đến 43,7 triệu con cua đỏ trưởng thành tính riêng tại đảo Christmas. Tuy nhiên, do sự xâm nhập của loài kiến Anoplolepis gracilipes vào khu vực này, chừng 10-15 triệu con cua đỏ đã bị tiêu diệt trong những năm gần đây. Thức ăn chủ yếu của cua đỏ đảo Christmas là lá rụng và hoa, nhưng chúng cũng ăn thịt các động vật khác và ăn thịt đồng loại nếu có cơ hội.

## Mô tả
Cua đỏ đảo Chrismas thuộc lớp giáp xác. Mai cua có chiều rộng lên tới 116 milimét (4,6 in), hình tròn, và phủ kín phần mang. Hai càng có kích thước bằng nhau, khi càng bị gãy thì có khả năng mọc lại. Cua đực trưởng thành nhìn chung to hơn cua cái và có càng to hơn, nhưng phần yếm cua cái to hơn (đặc điểm này chỉ thấy rõ khi cua 3 tuổi trở lên).

## Sinh thái
Cua đỏ sống trong các hang đào để tránh nắng. Do thở bằng mang, việc bị "sấy khô" dưới ánh mặt trời sẽ là một thảm họa. Theo Max Orchard, chuyên viên Vườn quốc gia Christmas, cua đỏ không có kẻ thù tự nhiên và khô hạn chính là mối đe dọa lớn nhất đối với chúng.
Vào tháng 10-12 hàng năm, khi trời bắt đầu đổ mưa, cua đỏ di cư với quy mô lớn ra vùng bờ biển để sinh sản. Mỗi con cua phải vượt qua một đoạn đường dài 8 cây số trong vòng 9 đến 18 ngày. Sở dĩ chúng có thể vượt qua một quãng đường dài như vậy, vì khi đến mùa sinh sản, cua tiết ra nhiều nội tiết tố hyperglycemic giáp xác (CHH) giúp tăng lượng đường glucoza trong máu, đảm bảo cung cấp đủ năng lượng cho cuộc hành trình dài. Khi đến được bờ biển, cua cái sẽ giao phối với cua đực trong các hang đã được con đực đào sẵn, và sau khi giao phối cua cái tiếp tục bò ra biển để đẻ trứng. Trái với các loài cua đất khác trên đảo, cua đỏ là loài giáp xác duy nhất có con đực cùng đồng hành với con cái trong chuyến thiên di ra biển.
Ấu trùng cua đỏ là một nguồn thức ăn quan trọng của loài cá nhám voi sinh sống trong vùng.

## Quần thể
Những cư dân thời cổ của đảo Christmas hiếm khi nhắc đến loài cua này. Có khả năng số lượng cực lớn của loài cua đỏ như hiện nay là kết quả của việc chuột cống Maclear - nhân tố hạn chế số lượng cua đỏ - đã tuyệt chủng. Khảo sát cho thấy có trung bình 0,09–0,57 con cua đỏ trưởng thành trong mỗi mét vuông, ứng với tổng số lượng cua đỏ trên toàn bộ đảo Christmas là khoảng 43,7 triệu. Một số ý kiến khác ước tính rằng có 120 triệu con cua đỏ tồn tại trên đảo Christmas, nhưng không có bằng cớ rõ ràng.
Việc bùng nổ quần thể loài kiến Anoplolepis gracilipes (với tư cách là một loài xâm hại) vừa được tình cờ du nhập vào đảo Christmas đã có ảnh hưởng tiêu cực đến quần thể cua đỏ trên đảo. Theo ước tính có khoảng 10-15 triệu con cua đỏ (chiếm 1/3 đến 1/4 tổng số cua đỏ) đã bị kiến A. gracilipes tiêu diệt trong thời gian gần đây. Tính tổng cộng, có chừng 15-20 triệu cua đỏ đã bị kiến A. gracilipes xóa sổ khỏi đảo Christmas.